# Пастухов, Илья Сергеевич
Илья Сергеевич Пастухов (род. 24 января 2001, Новосибирск) — российский хоккеист, защитник.

## Биография
Воспитанник новосибирской «Сибири», в сезонах 2018/18 — 2020/21 играл в команде МХЛ «Сибирские снайперы». 29 ноября 2019 года дебютировал в КХЛ, в гостевом матче «Сибири» против «Йокерита» (4:1) проведя единственный матч в лиге в сезоне. В сезоне 2020/21 сыграл 11 матчей в МХЛ, 16 — в КХЛ и 21 — в ВХЛ за «Южный Урал». Сезон 2021/22 провёл в фарм-клубе «Югра» в ВХЛ. Сезон 2023/24 начал в команде ВХЛ «Металлург» Новокузнецк. После одного проведённого матча покинул систему «Сибири» и заключил однолетний двусторонний контракт с «Адмиралом». Провёл два матча в КХЛ и два — в ВХЛ за «Динамо-Алтай». В середине ноября расторг контракт с «Адмиралом» и перешёл в «Нефтехимик».